# Auffanggesellschaft
Eine Auffanggesellschaft dient der Rettung des Geschäftsbetriebs eines in die Insolvenz geratenen oder von ihr bedrohten Unternehmens. Sie übernimmt die Betriebsmittel und führt den Geschäftsbetrieb unbelastet von den bestehenden Verbindlichkeiten fort. Eventuell erwirtschaftete Gewinne können an das insolvente Unternehmen abgeführt werden; alternativ kann auch ein Kaufpreis für die Betriebsmittel gezahlt werden.

## Hintergründe
Sobald ein Unternehmen zahlungsunfähig oder überschuldet ist, ist es insolvent und muss einen Insolvenzantrag stellen. Die Forderungen der Gläubiger können nicht mehr realisiert werden und sind dann praktisch wertlos. Im Falle eines eröffneten Insolvenzverfahrens können sie zur Insolvenztabelle angemeldet werden. Angemeldete Forderungen werden jedoch im Durchschnitt nur mit einer geringen Quote (unter 10 %) nach langer Zeit bedient.
Schon zuvor droht dem Unternehmen, dass Gläubiger ihre Forderungen im Wege der Zwangsvollstreckung durchsetzen. Dies führt zu Pfändungen und erheblichen Störungen des Betriebs.
Durch die Auslagerung in die Auffanggesellschaft werden diese Betriebsmittel vor den Maßnahmen der Zwangsvollstreckung geschützt, da die Auffanggesellschaft nicht Schuldner der alten Forderungen ist.
Werden die Betriebsmittel erst im Rahmen eines Insolvenzverfahrens zur Betriebsfortführung veräußert, so spricht man üblicherweise von übertragender Sanierung.